# 김태연 (아역 배우)
김태연(2016년 3월 3일 ~ )은 대한민국의 배우이다.

### 드라마
- 2021년 tvN 단막극 《O'PENing - 1등 당첨금 찾아가세요》
- 2022년 SBS 금토 미니시리즈 《오늘의 웹툰》
- 2022년 ~ 2023년 tvN 월화 미니시리즈 《미씽: 그들이 있었다 2》 ... 앨리스 역
- 2023년 KBS2 저녁 일일연속극 《비밀의 여자》
- 2023년 KBS2 월화 미니시리즈 《어쩌다 마주친, 그대》
- 2024년 MBC 저녁 일일연속극 《용감무쌍 용수정》 ... 주하민 역

### CF
- 2021년 CF 《'현대자동차 싼타페 하이브리드 : 함께 즐기는 가족 편》